# Retinopatia diabética
Retinopatia diabética é a lesão à retina, uma das complicações do diabetes mellitus, associada ao mau controle da glicemia. É uma causa frequente de perda de visão progressiva, podendo causar cegueira permanente nos estágios avançados.

## Sinais e sintomas
Retinopatia diabética, muitas vezes não tem sinais de alerta precoce. Até mesmo quando aparece edema macular, que pode causar perda rápida da visão, pode não ter sinais de alerta por semanas ou meses. Em geral, no entanto, é provável que uma pessoa com edema macular tenha visão embaçada, dificultando a leitura ou está predisposto a acidentes. A primeira fase é chamada de "não proliferativa" porque não se percebem novos vasos sanguíneos na retina.
No segundo estágio, "retinopatia proliferativa", novos vasos sanguíneos (neovascularização) se formam na parte posterior do olho para compensar o suprimento insuficiente pelos antigos vasos. Os vasos na diabetes avançada são frágeis e com microaneurismas que podem estourar e sangrar causando hemorragia vítrea e obscurecendo a visão. A primeira vez que esta hemorragia ocorre, pode não ser muito grave. Na maioria dos casos, deixará apenas alguns pontos de sangue ou manchas flutuando no campo visual de uma pessoa, embora as manchas frequentemente desapareçam depois de algumas horas.
Essas hemorragias são frequentemente seguidas em poucas semanas ou meses por hemorragias muito maiores, que causam danos mais permanentes a visão. Em casos extremos, uma pessoa pode apenas ser capaz de distinguir claro e escuro no olho afetado. Pode levar alguns dias, meses ou mesmo anos para reabsorver o sangue do interior do olho e, em alguns casos, as manchas permanecem. Esses tipos de grandes hemorragias tendem a acontecer mais de uma vez, muitas vezes durante o sono. Apneia do sono e tabagismo agravam essa doença.

## Diagnóstico

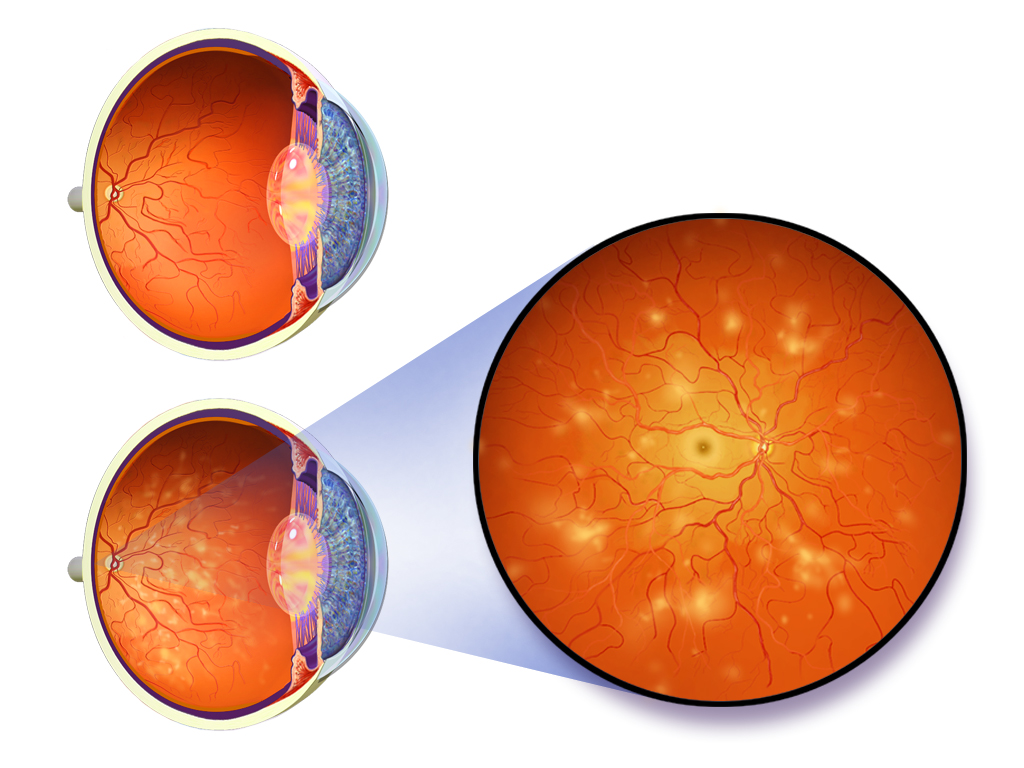
No fundo de olho, pode-se ver novos vasos sanguíneos, aneurismas, hemorragias, exsudados duros e humor vítreo turvo pelo sangue.

- Exame de acuidade visual: avalia o compromisso visual.
- Fundoscopia: importante pra avaliar o estágio da retinopatia.
- Angiografia: revela neovascularização, aneurismas e hemorragia.
- Tomografia óptica: revela edema macular e degeneração macular.

## Tratamento
O tratamento das complicações mais usado é a fotocoagulação laser, injeção intravítrea de esteroide (triamcinolona) e anti-VEGF (bevacizumab) e vitrectomia. Para prevenir o avanço da retinopatia é importante controlar a pressão arterial, a glicemia, parar de fumar e melhorar a qualidade de sono.
Em pacientes com Diabetes mellitus tipo 1, sua progressão pode ser lentificada pelo uso de inibidores da enzima de conversão da angiotensina. O principal tratamento da Retinopatia Diabética é o controle clínico rigoroso das glicemias e pressão arterial.